# Zorori le magnifique
Zorori le magnifique (かいけつゾロリ, Kaiketsu Zorori) est une série d'animation japonaise en 149 épisodes de 22 minutes diffusée du 1er février 2004 au 28 janvier 2007 sur Mētele.
En France, la série a été diffusée à partir du 25 août 2008 sur Boomerang. La saison 2 n'a pas été diffusée.

## Synopsis
Dans un monde anthropomorphe, un jeune renard nommé « Zorori », vit de nombreuses aventures en compagnie de ses amis de route, Ishishi et Noshishi.

## Épisodes

### Première saison (2004-2005)
1. Le grand départ (ドラゴンたいじ, Doragon Taiji?)
2. Le grand duel : le château de Zorori (大けっとうゾロリじょう, Daikettō Zorori-jō?)
3. J'aime maman (ママだーいすき, Mama Dāisuki?)
4. Le manoir des horreurs (きょうふのやか, Kyōfu no Yakata?)
5. Le livre sacré (せいなる本, Seinaru Hon?)
6. L'apprenti magicien (まほうつかいのでし, Mahōtsukai no Deshi?)
7. Zorori et les pirates (大かいぞく, Dai kaizoku?)
8. Le château de Zorori (ゆうれいせん, Yūrei-sen?)
9. Le château en chocolat (チョコレートじょう, Chokorēto-jō?)
10. Un amour de dinosaure (大きょうりゅう, Dai kyōryū?)
11. La course infernale (きょうふのカーレース, Kyōfu no Kārēsu?)
12. Le parc de la terreur (きょうふのゆうえんち, Kyōfu no Yūenchi?)
13. Zorori à l'école des monstres (おいしいがっこう, Oishī Gakkō?)
14. L'avion mystérieux (なぞのひこう, Nazo no Hikōki?)
15. Le gros monstre (大かいじゅう, Dai kaijū?)
16. La bataille des cartes et des crayons (けっせん！カードたいクレヨン, Kessen! Kādo Tai Kureyon?)
17. Le fantôme des cabinets (おばけの花子さん, Obake no Hanako-san?)
18. Le match de la terreur (きょうふのサッカー, Kyōfu no Sakkā?)
19. Tel est pris qui croyait prendre (つかまる！！, Tsukamaru!!?)
20. La grande évasion (大だっそう, Dai dassō?)
21. Ishishi et Noshishi partent en vadrouille (イシシノシシのはじめてのおつかい, Ishishi Noshihi no Hajimete no Otsukai?)
22. Zorori à la conquête de l'espace (ロケット大さくせん, Roketto Daisakusen?)
23. Drôle de planète (なぞのうちゅうじん, Nazo no Uchūjin?)
24. Le château enchanté de Zorori (ゆめのゾロリじょう, Yume no Zorori-jō?)
25. La fiancée de Zorori (フィアンセあらわる！？, Fianse Arawaru!??)
26. La course aux énigmes (なぞなぞ大さくせん, Nazo Nazo dai sakusen?)
27. S.O.S. fantômes (おばけ大さくせん, Obake dai sakusen?)
28. Une peur monstre (大にゅうどう大さくせん, Ōnyūdō dai sakuse?)
29. Le championnat de blagues (おやじギャグ大さくせん, Oyaji Gyagu dai sakusen?)
30. Le grand championnat des monstres (ようかい大リーグ, Yōkai dai rīgu?)
31. Le coup diabolique (きょうふのまきゅう, Kyōfu no Makyū?)
32. Le home run de la victoire (ちかいのホームラン, Chikai no Hōmu Ran?)
33. Le château englouti de Zorori (かいていゾロリじょう, Kaitei Zorori-jō?)
34. La stratégie de la carte trésor (おたからカード大さくせん, Otakara Kādo dai sakusen?)
35. La stratégie du ninja (にんじゃ大さくせん, Ninja dai sakusen?)
36. Un combat de titans (げきとつ！メカイシシノシシ大さくせん, Gekitotsu! Meka Ishishi Noshihi dai sakusen?)
37. La demande en mariage (どっきりプロポーズ, Dokkiri Puropōsu?)
38. Le mariage du siècle (けっこんする！？, Kekkon Suru!??)
39. La stratégie du travail à temps partiel (アルバイト大さくせん, Arubaito dai sakusen?)
40. Monnaie de singe (大金もち, Oganemochi?)
41. L'évasion de la princesse Marie (王女さま ききいっぱつ, Ōjo-sama Kikiippatsu?)
42. Voyage à travers l'écran (テレビゲームききいっぱつ, Terebigēmu Kikiippatsu?)
43. À la pêche au calmar géant (おばけイカたいじ大さくせん, Obake Ika Taiji dai sakusen?)
44. Le grand saut (きょうふの大ジャンプ, Kyōfu no dai janpu?)
45. Une médaille à tout prix (金メダル大さくせん, Kinmedaru dai sakusen?)
46. Les cadeaux empoisonnés (きょうふのプレゼント, Kyōfu no Purezento?)
47. Le grand tournoi ! Le prince de vos rêves ! (けっせん！ゆめの王子さま, Kessen! Yume no Ōji-sama?)
48. Un pauvre petit diable (きょうふのあくま, Kyōfu no Akuma?)
49. Enfers et paradis (ごくとじごく, Tengoku to Jigoku?)
50. Les sept enfers (じごくりょこう, Jigoku Ryokō?)
51. Le dernier jour de Zorori ? (ゾロリさいごの日！？, Zorori Saigo no Hi!??)
52. Le château volant (そらとぶゾロリじょう, Sora Tobu Zorori-jō?)

### Deuxième saison (2005-2007)

#### Première partie
1. げんきもりもり大さくせん (Genki Morimori Daisakusen?)
2. Le mystère de la grotte géante (きょだいどうくつのなぞ, Kyōdai Dokutsu no Nazo?)
3. La chasse au trésor infernale (きょうふのたからさがし, Kyōfu no Takara Sagashi?)
4. Une mystérieuse magicienne (なぞのまほう少女, Nazo no Mahōshōjo?)
5. Les trois héros (3人のゆうしゃ, Sannin no Yūsha?)
6. Le piège du sorcier (まほうつかいのわな, Mahōtsukai no Wana?)
7. Le donjon du sorcier (まほうのへや, Mahō no Heya?)
8. Le pouvoir de la magie (まほうのちから, Mahō no Chikara?)
9. Destination : les sources chaudes du lion d'or (おんせんへ行こう, Onsen he Ikō?)
10. Un célèbre détective entre en scène (めいたんていとうじょう, Meitantei Tōjō?)
11. Un étrange sortilège (ネリーちゃんのしっぱい, Nerī-chan no Shippai?)
12. L'antidote (なぞなぞがいっぱい, Nazonazo ga Ippai?)
13. Le roi de la nouille (ラーメン王とうじょう, Rāmen Ō Tōjō?)
14. Chaud devant ? Les nouilles de la discorde (あついぜ！ラーメンたいけつ, Atsui ze! Rāmen Taiketsu?)
15. Un grand styliste de choc (きょうふのモテモテデザイナー, Kyōfu no Motemote Dezainā?)
16. Le créateur de l'année (世界へはばたけデザイナー, Sekai he Habatake Dezainā?)
17. La grande kermesse (カーニバルだいさくせん, Kānibaru dai sakusen?)
18. À nous la victoire ! (めざせ！ゆうしょうカーニバル, Mesase! Yūshō Kānibaru?)
19. Un festival d'horreur (きょうふのカーニバル, Kyōfu no Kānibaru?)
20. La forêt magique (まほうのもり, Mahō no Mori?)
21. Les poissons marchent sur la queue (おっぽであるくさかなたち, Oppo de Aruku Sakanatachi?)
22. Les petits roublards (いたずらこぞう大さくせん, Itazura Kozō dai sakusen?)
23. À l'assaut de la montagne pointue ! (のぼれ！きょうふのトンガリ山, Nobore! Kyōfu no Tongari-yama?)
24. La vallée maudite (のろいの谷, Noroi no Tani?)
25. La malédiction du manoir hanté (おばけやしきののろい, Obakeyashiki no Noroi?)
26. Les monstres sont de retour (ようかいたちがやってきた, Yōkaitachi ga Yattekita?)
27. Zorori se fait manger (ゾロリたべられる, Zorori Taberareru?)
28. とんまからの大だっしゅつ (Tonma kara no dai Dasshutsu?)
29. ドラゴンぼくじょうのけっとう (Doragon Bokujō no Kettō?)
30. Zorori contre Gaon (ゾロリVSガオン, Zorori VS Gaon?)
31. イシシ・ノシシきき100ぱつ (Ishishi Noshishi Kikihyakupatsu?)
32. カレー大パニック (Karē Dai Panikku?)
33. Le mystérieux maneki-neko géant (なぞの大まねきねこ, Nazo no Ō-maneki Neko?)
34. きょうふのへとリス・アドベンチャー (Kyōfu no Hetorisu Adobenchā?)
35. うんめいの8じかん (Unmei no Hachijikan?)
36. ぜったいぜつめい (Zettai Zetsumei?)
37. きょうふのフラワーモンスター (Kyōfu no Furawā Monsutā?)
38. はなむこしゅぎょう (Hanamuko Shugyō?)
39. Qui est le coupable ? (はんにんはだれだ！？, Hannin wa Dare da!??)
40. ダボンやっきょくのひみつ (Dapon Yakkyoku no Himitsu?)
41. Sauvez Nelly ! (ネリーちゃんをすくえ！, Nerī-chan wo Sukue!?)
42. Le grand voleur (大どろぼう, Ō-dorobō?)
43. グラモをおえ！ (Guramo wo Oe!?)
44. ダボンのふくしゅう大さくせん (Dapon no Fukushū dai sakusen?)
45. ダボンのはんせいおんせん (Dapon no Hansei Onsen?)
46. 大かいじゅうダボン (Dai kaijū Dapon?)
47. ダボンきゅうしゅつ大さくせん (Dapon Kyūshutsu Daisakusen?)
48. きょうふの大いんせき (Kyōfu no Ō-inseki?)
49. おならめいじんをさがせ (Onara meijin wo sagase?)
50. Le dernier jour de la Terre (ちきゅうさいごの日, Chikyū Saigo no Hi?)

#### Deuxième partie
1. おばけの森のデンキウナギ (Obake no Mori no Denki Unagi?)
2. 子ブタの家をぶっとばせ！ (Kobuta no uchi wo Buttobase!?)
3. ゾロリ子どもになる！？ (Zorori Kodomo ni Naru!??)
4. Sourire interdit à Nikoniko Town (笑っちゃだめだめニコニコタウン, Waraccha Damedame Nikoniko Taun?)
5. Zorori et Cendrillon (ゾロリとシンデレラ, Zorori to Shinderera?)
6. Le prince du destin (うんめいの王子さま, Unmei no Ōji-sama?)
7. La grande poursuite du super-bébé (スーパー赤ちゃん大ついせき, Sūpā-akachan dai tsuiseki?)
8. おひめさまゲット大さくせん (O-hime-sama Getto dai sakusen?)
9. ゾロリとまおうと王子さま (Zorori to Maou to Ōji-sama?)
10. Sauvez la princesse Myan ! (ミャン王女をすくえ！, Myan-ōjo wo Sukue!?)
11. アリャプスのプッペ (Aryapusu no Puppe?)
12. カチマケ山のたいけつ (Kachimake-yama no Taiketsu?)
13. あらしからの大だっしゅつ (Arashi kara no dai dasshutsu?)
14. ダイヤを手にいれろ！ (Daiya wo Te ni Irero!?)
15. Zorori a-t-il perdu la mémoire !? (ゾロリきおくそうしつ！？, Zorori Kiokusōshitsu!??)
16. たいけつ！赤ずきんちゃん (Taiketsu! Akazukin-chan?)
17. メカガオンあらわる！ (Meka Gaon Arawaru!?)
18. どっきりびっくり？！ゴルフたいかい (Dokkiri Bikkuri?! Gorufu Taikai?)
19. Le grand cirque Zorori (ゾロリ大サーカス, Zorori dai Sākasu?)
20. きょうふのガチャガチャ (Kyōfu no Gachagacha?)
21. お天気マシンをぶっつぶせ (Otenki Mashin wo Buttsubuse?)
22. Le secret de Puppe (プッペのひみつ, Puppe no Himitsu?)
23. ! La légende du roi des farceurs (たいけつ！でんせつのイタズラ王, Taiketsu! Densetsu no Itazura-ō?)
24. Adieu Puppe (さよなら！プッペ, Sayonara! Puppe?)
25. La grande poursuite du roi des farceurs (イタズラ王大ついせき, Itazura-ō dai tsuiseki?)
26. Merci M. Sankyū (サンキューさんありがとう, Sankyū-san Arigatō?)
27. ゾロリきゅうしゅつ大さくせん (Zorori Kyūshutsu dai sakusen?)
28. ぼうそうきかんしゃききいっぱつ (Bōsō Kikansha Kikiippatsu?)
29. たいけつ！こどもVSおとな (Taiketsu! Kodomo VS Otona?)
30. Les 97 matchs terribles de Zorori et Gaon (ゾロリとガオンきょうふの97ならべ, Zorori to Gaon Kyōfu no 97 Narabe?)
31. ひっさつイタズラ人 (Hissatsu Itazurajin?)
32. きょうふのマラソンたいかい (Kyōfu no Marason Taikai?)
33. L'enfer sucré d'Ishishi et Noshishi (イシシ・ノシシのおかしじごく, Ishishi Noshishi no Okashi Jigoku?)
34. Sauvez le château de la princesse Elzie ! (エルゼひめのおしろをすくえ！, Eruze-hime no Oshiro wo Sukue!?)
35. Les mystérieux mots magiques sont Honchara Kanchara (なぞのじゅもんはホンチャラカンチャラ, Nazo no Jumon wa Honchara Kanchara?)
36. Puppe est-il Dieu ? (プッペがかみさま？, Puppe ga Kami-sama??)
37. Le grand prix est-il une terrible prémonition !? (きょうふのうらない大あたり！？, Kyōfu no Uranai Ōatari!??)
38. さいとうじょう！なぞのうちゅうじん！ (Saitōjō! Nazo no Uchūjin!?)
39. Hé ! La petite sœur de Zorori (えっ！ゾロリのいもうと？, Ee! Zorori no Imōto??)
40. びっくり！カンけり大さくせん！ (Bikkuri! Kankeri dai sakusen!?)
41. Regardez ! un super-héros (めざせ！スーパーヒーロー, Mezase! Sūpāhīrō?)
42. Le fantôme de la princesse (ゆうれいのおひめさま, Yūrei no O-hime-sama?)
43. Un extra-terrestre est le père Noël (うちゅうじんはサンタクロース, Uchūjin wa Santa Kurōsu?)
44. はつわらい おとしだま大さくせん (Hatsuwarai Otoshidama dai sakusen?)
45. メイドロボット大ぼうそう (Meido Robotto dai bōsō?)
46. Le roi des farceurs et le château mystérieux (イタズラ王となぞのしろ, Itazura-ō to Nazo no Shiro?)
47. La bataille finale décisive ! Le légendaire roi des farceurs (いよいよけっせん！でんせつのイタズラ王, Iyoiyo Kessen! Densetsu no Itazura-ō?)

## Films
- Kaiketsu Zorori Mahō Tsukai no Deshi Dai-Kaizoku no Takara-sagashi

sortie en 1993 au Japon, ce moyen-métrage de 30 minutes a été réalisé plusieurs années avant la série, le graphisme est proche du livre original, l'histoire de ce film sera repris dans les épisodes 6 et 7.
- Zorori Le Magnifique et le trésor mystérieux

sortie en 2006 au Japon, ce moyen-métrage de 53 minutes met en scène une nouvelle histoire. 
Lors de ces voyages, Zorori sauve une jeune demoiselle poursuivi par des méchants pirates, elle possède un pendentif contenant une étrange carte. Zorori part alors à la quête de ce trésor mystérieux.
Ce film fut diffusé en France en décembre 2010 sur Boomerang.

## Distribution
- Kōichi Yamadera (VF : Christophe Hespel) : Zorori
- Motoko Kumai (VF : Carole Baillien) : Noshishi
- Rikako Aikawa (VF : Marie-Line Landerwijn) : Ishishi
- Daisuke Gōri : Duke Bururu
- Fumiko Orikasa : la Princesse Elza
- Sakiko Tamagawa : Zororine
- Sōichiro Hoshi : le Prince Arthur
- Yūta Kazuya : Customer
- Yū Mizushima : Goburu

## Version française
- Adaptation : Sébastien Manchette

## Autour de la série
- Les quatre personnages présents dans l'épisode 91, sont un âne prénommé « Robāto », un chien prénommé « Imēpī », une chatte prénommée « Nekōnya », et un coq prénommé « Torucchi ». Ces quatre amis qui habitent ensemble, ont choisi de former un groupe de rock nommé Burēmenzu. (inspiré de l'anglais Bremens, qui apparaît d'ailleurs en caractères latins sur la batterie du groupe, en plus de la transcription en katakana ブレーメンズ). C'est un clin d'œil au conte de Grimm Les Musiciens de Brême.

Mais leur premier concert se solde par un échec total. Après avoir essayé de se faire un nom en tant que musiciens, les quatre amis réalisent un acte de bravoure qui leur vaut l'admiration de la foule. 
À la fin de l'épisode, ils apparaissent dans une émission télévisée intitulée ミンガルヒーローブレーメンズ (Mingaru Hīrō Burēmenzu), (inspiré de l'anglais Mingle Heroes Bremens) dans laquelle ils incarnent un quatuor de super-héros. C'est un clin d'œil à la deuxième série de sentai Jakkā Dengekitai, produite en 1977, dont les héros ne furent au départ que quatre.
- Le nom de Zorori est formé sur Zoro (ゾロ) transcription japonaise de Zorro. Le costume qu'il porte parfois ressemble d'ailleurs beaucoup à celui du héros original.

Le réalisateur mangaka a pris l'initiative de s'introduire en tant que personnage propre à son œuvre (comme cela se faisait dans le manga), où on le verra apparaître à plusieurs reprises soit dans le but d'un simple caméo ou bien pour distribuer des messages à caractères moraux au public.